# Roberto González Goyri
Roberto González Goyri (Ciudad de Guatemala, 20 de noviembre de 1924-Ciudad de Guatemala, 13 de noviembre de 2007) fue un pintor, escultor y muralista guatemalteco.

## Biografía
A los catorce años ingresó en la Academia Nacional de Bellas Artes de Guatemala desde donde, al terminar sus estudios, y gracias a una beca gubernamental, completó su formación en la Liga de estudiantes de arte de Nueva York y Sculpture Center de Nueva York. Regresó a Guatemala en 1952 donde desarrolló su obra y fue director de la Escuela Nacional de Artes Plásticas de Guatemala.
Expuso en España, Estados Unidos, Ecuador y Nicaragua, encontrándose obra suya en el MOMA de Nueva York y en el Museo Nacional de Arte Moderno "Carlos Mérida" de Guatemala. En 1958, se le concedió la Orden del Quetzal y en 1966 ganó el primer premio en el Certamen Centroamericano de Ciencias y Letras y Bellas Artes gracias a la escultura El espectro de la guerra.
Entre sus obras públicas destacan el mural Monumento a Tecún Umán, el mural en el Museo de Arqueología y Etnología y los del Instituto Guatemalteco de Seguridad Social, Crédito Hipotecario, y del Banco de Guatemala.

## Obras

### Murales

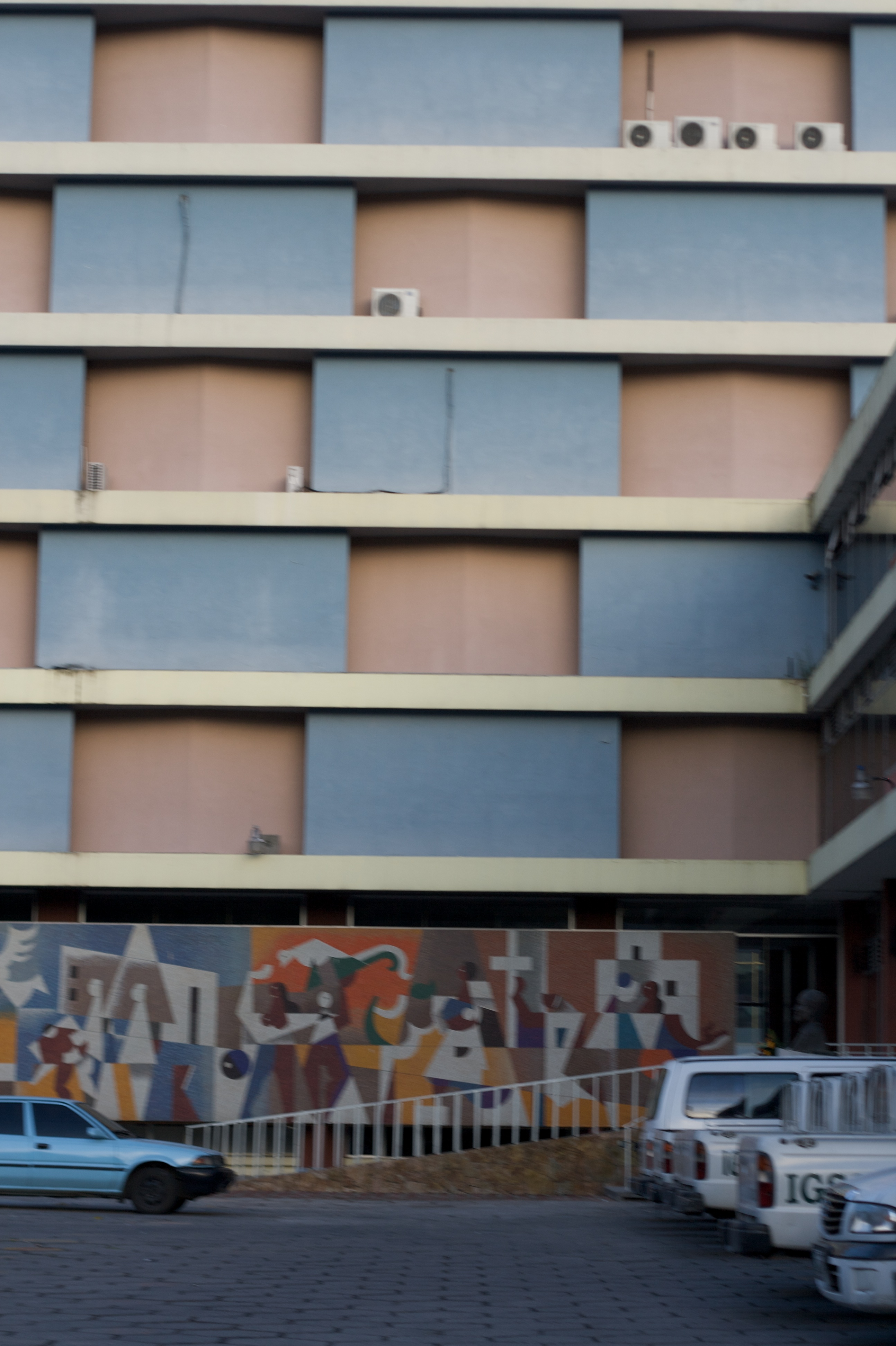
Oficinas centrales del IGSS